# Dudley Ryder, 2:e earl av Harrowby

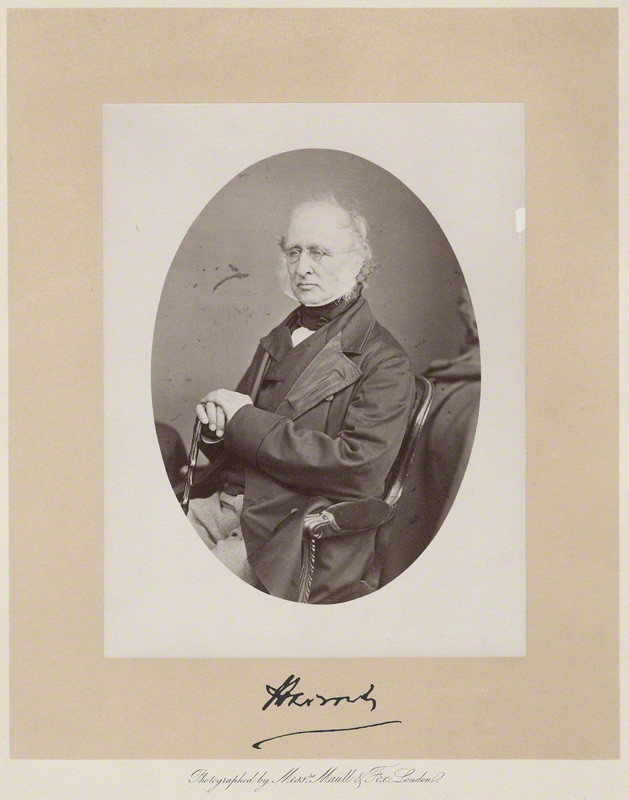
Dudley Ryder, 2:e earl av Harrowby.

Dudley Ryder, 2:e earl av Harrowby, född den 19 maj 1798 i London, död den 19 november 1882 i Sandon Hall, Staffordshire, var en engelsk statsman. Han var son till Dudley Ryder, 1:e earl av Harrowby och far till Dudley Ryder, 3:e earl av Harrowby. 
Harrowby var 1819–1847 som lord Sandon ledamot av underhuset, till dess att han ärvde peersvärdigheten, och var 1855–1857 först kansler för hertigdömet Lancaster och därefter lordsigillbevarare i lord Palmerstons ministär. Han tog aktiv del i kyrkliga och filantropiska strävanden.